# Alí al-Ásad
Alí al-Ásad (en árabe: عَلِيّا لْأَسَّد‎, romanizado: ʿAlī al-ʾAssad), cuyo apellido de nacimiento era al-Wahsh (en árabe: الوحش‎), fue un agricultor y líder tribal sirio. Fue el padre del expresidente sirio Háfez al-Ásad y abuelo de Bashar al-Ásad, presidente de Siria hasta 2024.

## Vida personal
Alí ibn Suleimán al-Wahsh fue hijo de Suleimán ibn Ahmed ibn Ibrahím ibn Suleimán al-Wahsh. La familia al-Ásad vivía en Qardaha, un pueblo alauita ubicado en las montañas del Sanjac de Latakia, en el Imperio otomano. Eran miembros de la tribu Kalbiyya.
Alí era conocido por proteger a los más débiles y, en la década de 1920, ayudó a los refugiados que huían de la antigua provincia de Alepo cuando Francia cedió partes de esta a Turquía. Fue uno de los pocos alauitas alfabetizados de su aldea y el único hombre en la misma que se suscribía a un periódico. Por sus logros, Alí fue llamado al-Assad ("el León") por sus compañeros alauitas, y adoptó este apodo como apellido en 1927.
Ali se casó tres veces y, a lo largo de tres décadas, tuvo once hijos. Su primera esposa, Sa'ada, era del distrito de Haffeh. Tuvieron tres hijos y dos hijas. Su segunda esposa, Na'isa, era veinte años menor que él. Era hija de Uthman Abbud, del pueblo de Qutilba, situado aproximadamente a 12 kilómetros más arriba en la montaña. Juntos tuvieron una hija y cinco hijos. El cuarto hijo, Háfez, nació el 6 de octubre de 1930.

## Influencia política
Alí ibn Suleimán al-Ásad  fue uno de los supuestos firmantes de una carta "No. 3547", dirigida al Primer ministro de Francia Léon Blum el 15 de junio de 1936, en la que se imploraba a los franceses que no abandonaran Siria. Sin embargo, el historiador Stefan Winter sostiene que esta carta es una falsificación. El historiador Yaron Friedman localizó una copia de la petición original alauita dirigida a Léon Blum, preservada bajo el número de catálogo SDN 242QO Petition 598 en los archivos diplomáticos franceses. Según Friedman, esta petición fue escrita por un solo poeta alauita, Badawi al-Jabal, en lugar de ser firmada por destacados líderes alauitas o ancestros de la familia al-Ásad.
La carta en disputa establece:  

Con motivo de las negociaciones en curso entre Francia y Siria, es un honor para nosotros, los líderes alauitas en Siria, llamar la atención de usted y de su partido sobre los siguientes puntos:  
1. El pueblo alauita, que ha mantenido su independencia año tras año con celos y grandes sacrificios. Son un pueblo con creencias religiosas, tradiciones e historia diferentes a las de los musulmanes suníes, y nunca han estado sometidos al dominio de las ciudades interiores.
2. El pueblo alauita se niega a unirse a la Siria musulmana, ya que el islam es considerado la religión oficial del país. En la religión islámica, los alauitas son considerados infieles. Por ello, señalamos el destino horrible que les espera si se ven forzados a ser parte de Siria cuando termine el Mandato y se apliquen leyes derivadas de la religión.
3. La independencia absoluta de Siria significaría el control de ciertas familias musulmanas sobre el pueblo alauita en Cilicia, Iskenderun (que en 1939 se separó de Siria y pasó a ser parte de Turquía) y las montañas de Nusayrih.
4. El espíritu de odio y fanatismo arraigado en los corazones de los musulmanes árabes contra todo lo que no sea musulmán ha sido perpetuamente fomentado por la religión islámica.
5. Apreciamos el noble sentimiento que usted tiene al defender al pueblo sirio, pero, en este momento, Siria está lejos de ese noble objetivo.
6. Ustedes pueden ver que es posible asegurar los derechos de la minoría alauita con las cláusulas de un tratado, pero les aseguramos que los tratados no tienen ningún valor en la mentalidad islámica en Siria. Así lo vimos anteriormente en el tratado entre Inglaterra e Irak, que impidió a los iraquíes masacrar a los asirios y a los yazidíes. Así que el pueblo alauita, al que representamos, se ha reunido como signatario de este memorando. Están clamando y pidiendo al gobierno francés y al Partido Socialista Francés que garanticen sus derechos e independencia dentro de su pequeña esfera, y que pongan esto en manos de los líderes franceses y socialistas. [Los alauitas] son amigos leales que han prestado grandes servicios a los franceses, amenazados de muerte y aniquilación.

—  Aziz Agha al-Hawash, Mahmud Agha Jadid, Mohammad Bek Junaid, Sulayman Assad, Suleiman Murshid y Mohammad Suleiman Al-Ahmad.

La carta elogia a los judíos en Palestina y los incluye entre los grupos perseguidos por los musulmanes. Es posible que este aspecto de la carta no fuera sincero, sino un intento de congraciarse con Léon Blum, el primer ministro francés al que iba dirigida, quien era judío.
El 31 de agosto de 2012, el representante permanente de Francia ante las Naciones Unidas, Gérard Araud, mencionó la carta en respuesta al diplomático sirio Bashar Jaafari.